# Sekretarz Stanu do spraw Skarbu (Portugalia)
Sekretarz Stanu do spraw Skarbu (Portugalia) (wolne tłumaczenie z: Secretário de Estado dos Negócios da Fazenda) – wysoki ministerialny urząd państwowy, odpowiednik dzisiejszych ministrów finansów.
W XVI wieku w Portugalii pojawiła się rada skarbowa (Conselho de Fazenda).
- W roku 1761 stworzono urząd zwany: Erário Régio, który szybko przemianowano na departamento central de finanças do Estado („centralny departament finansów państwa”). Zlikwidowano wówczas Conselho de Fazenda.
- W roku 1801 utrwaliło się Ministerstwo Finansów zwane: Secretaria de Estado dos Negócios da Fazenda.
- W roku 1910 stworzono  Ministério das Finanças (obecnie: Ministério das Finanças e Administração Pública, od roku 2003).

## Sekretarze Stanu do spraw Skarbu
- 1. Pedro José de Noronha Camões,marquês de Angeja 1777-1788
- 2-4. Tomás Xavier de Lima, marquês de Ponte de Lima 1788-?
- 5. Rodrigo Domingos de Sousa Coutinho, onde de Linhares
- 6. Luis de Vasconcelos e Sousa, hrabia de Figueiró
- 7. Pedro de Melo Breyner e Menezes
- 8. François-Antoine Hermann
- 9. Fernando Maria de Sousa Coutinho, markiz de Borba
- 10. Fernando José de Portugal e Castro, markiz de Aguiar
- 11. João Paulo Bezerra de Seixas
- 12. Tomás António de Vila Nova Portugal
- 13. D. Diogo José Ferreira de Eça de Menezes * 1788
- 14. Francisco Duarte Coelho
- 15. Francisco Duarte Coelho
- 16. Silvestre Pinheiro Ferreira * 1769
- 17. José Inácio da Costa
- 18. Sebastião José de Carvalho * 1776
- 19. José Xavier Mouzinho da Silveira * 1780
- 20. D. Pedro de Sousa Holstein, 1º duque de Palmela * 1781
- 21. Henrique Teixeira de Sampaio, 1º conde da Póvoa e 1º barão de Teixeira * 1774
- 22. D. Miguel António de Melo de Abreu Soares de Brito Barbosa Palha Vasconcelos Guedes, 1º conde de Murça * 1766
- 23. António de Saldanha da Gama, 2º conde de Porto Santo * 1778
- 24. Hermano José Braamcamp de Almeida Castelo-Branco, 1º conde de Sobral * 1775
- 25. D. Diogo José Ferreira de Eça de Menezes * 1788
- 26. D. Pedro de Mello da Cunha Mendonça e Menezes, 2º marquês de Olhão * 1784
- 27. António Manuel de Noronha, 1º visconde de Santa Cruz * 1772
- 28. Manuel António de Carvalho, 1º barão de Chanceleiros * 1785
- 29. D. Diogo José Ferreira de Eça de Menezes * 1788
- 30. Luis da Silva Mouzinho de Albuquerque * 1792
- 31. José António Ferreira Brak-Lamy * 1780
- 32. José Dionísio da Serra * 1772
- 33. José Xavier Mouzinho da Silveira * 1780
- 34. José da Silva Carvalho * 1782
- 35. Francisco António de Campos, 1º barão de Vila Nova de Foz Coa * 1780
- 36. José da Silva Carvalho * 1782
- 37. Francisco António de Campos, 1º barão de Vila Nova de Foz Coa * 1780
- 38. José Jorge Loureiro * 1791
- 39. José da Silva Carvalho * 1782
- 40. Bernardo de Sá Nogueira de Figueiredo, 1º marquês de Sá da Bandeira * 1795
- 41. Joaquim Costa Bandeira, 1º conde de Porto Covo da Bandeira * 1796
- 42. Manuel da Silva Passos * 1805
- 43. João Gualberto de Oliveira, 1º conde de Tojal * 1788
- 44. Manuel António de Carvalho, 1º barão de Chanceleiros * 1785
- 45. Flórido Rodrigues Pereira Ferraz, 1º visconde de Castelões * 1790
- 46. Manuel Gonçalves Miranda
- 47. João Gualberto de Oliveira, 1º conde de Tojal * 1788
- 48. António José Ávila, 1º duque de Ávila * 1806
- 49. António José Ávila, 1º duque de Ávila * 1806
- 50. José Jorge Loureiro * 1791
- 51. João Gualberto de Oliveira, 1º conde de Tojal * 1788
- 52. D. Pedro de Sousa Holstein, 1º duque de Palmela * 1781
- 53. D. Pedro de Sousa Holstein, 1º duque de Palmela * 1781
- 54. Júlio Gomes da Silva Sanches * 1802
- 55. Marcelino Máximo de Azevedo e Melo, 1º visconde de Oliveira do Douro * 1794
- 56. José António de Sousa Azevedo, 1º visconde de Algés * 1796
- 57. João Gualberto de Oliveira, 1º conde de Tojal * 1788
- 58. Marino Miguel Franzini
- 59. Joaquim José Falcão
- 60. António Roberto de Oliveira Lopes Branco * 1808